# 1764 у літературі

## Події
- Лютий — Семюел Джонсон та Джошуа Рейнольдс засновують в Лондоні літературний клуб.

## Поезія
- «Мандрівник» (англ. «The Traveller; or, a Prospect of Society») — поема Олівера Ґолдсміта.

## Нехудожні книги
- «Філософський словник» — праця Вольтера.

## Народились
- 9 липня — Енн Редкліфф, англійська письменниця, одна із засновниць готичного роману (померла в 1823).

## Померли
- 17 квітня — Йоганн Маттезон, німецький письменник, композитор, лексикограф, (народився в 1681).